# 소부 쾌속선
소부 쾌속선(일본어: 総武快速線)은 동일본 여객철도 소부 본선 중 도쿄도 지요다구의 도쿄역에서 스미다구의 긴시초역을 거쳐 지바현 지바시 주오구 지바역까지의 구간을 운행하는 운행 계통이다. 엄밀히 소부 쾌속선이라는 개념은 긴시초 역에서 지바 역까지의 복복선 구간의 급행선을 운행하는 계통을 가리키지만 일반적으로는 도쿄역에서 긴시초 역까지의 지하 구간을 포함한 구간을 쾌속선으로 지칭한다. 운행 계통 명칭은 소부 쾌속선 또는 소부 선 쾌속으로 안내되지만 요코스카 선과 직결 운행하고 있기 때문에 요코스카·소부쾌속선으로 함께 엮여서 안내되기도 한다.

## 개요
도쿄 지구의 전차 특정 구간 내의 운행 계통 중 하나로서, 지바현 중서부의 각 도시에서 도쿄 도심에의 통근 노선 중 하나이다. JR의 전신인 일본국유철도의 통근 오방면 작전의 일환으로서 1972년부터 운전을 개시하였다. 도쿄역에서 바쿠로초역까지는 지하, 긴시초역에서 지바 역까지는 지상 구간으로 방향별 복복선 형태를 취하고 있다. 1980년부터는 도쿄역 이남에서 도카이도 본선을 경유, 요코스카 선과 직통운전을 행하고 있고 일부 열차는 지바 역에서 보소반도의 각 철도 노선과 직결 운행을 행한다. 전 구간이 전차특정구간 내에 속하지만 편성의 일부에 크로스 시트나 간이 화장실이 갖추어진 근교형 설계 전동차가 사용되어 그린차가 끼어있기도 하다. 운전되는 열차는 쾌속이 주를 이루어 복복선 구간인 긴시초 ~ 지바 간에서는 병설되어 있는 완행선을 주행하는 각역정차에 비해 정차역이 적게 설정되어 있어 속달 수송 역할을 담당하고 있다. 다만 주오 본선 완행선과의 직통 운전을 행하는 소부 완행선과는 완전히 분리된 시간표가 짜여져 있어 완급 접속은 특별히 고려되지 않았다. 이 밖에 조시 등 지바 현 동부 방면으로 운행되는 특급 열차나 나리타 국제공항에의 공항 연계 특급 나리타 익스프레스가 이용하는 경로이기도 하다. 또, 신코이와역 이동 구간에는 화물 열차도 운행되며 또 2010년 3월 13일까지 일본에서 마지막까지 하역물 열차가 운행한 노선이다.

## 운행 형태
| 역명                                         | 완행 | 쾌속 | 통쾌 | HL |
| -------------------------------------------- | ---- | ---- | ---- | -- |
| 도쿄                                         |      | ●    | ●    | ●  |
| 신니혼바시                                   | ●    | ●    | ｜   |    |
| 바쿠로초                                     | ●    | ●    | ｜   |    |
| 긴시초                                       | ●    | ●    | ●    | ｜ |
| 가메이도                                     | ●    | ｜   | ｜   | ｜ |
| 히라이                                       | ●    | ｜   | ｜   | ｜ |
| 신코이와                                     | ●    | ●    | ｜   | ｜ |
| 고이와                                       | ●    | ｜   | ｜   | ｜ |
| 이치카와                                     | ●    | ●    | ｜   | ｜ |
| 모토야와타                                   | ●    | ｜   | ｜   | ｜ |
| 시모사나카야마                               | ●    | ｜   | ｜   | ｜ |
| 니시후나바시                                 | ●    | ｜   | ｜   | ｜ |
| 후나바시                                     | ●    | ●    | ●    | ｜ |
| 히가시후나바시                               | ●    | ｜   | ｜   | ｜ |
| 쓰다누마                                     | ●    | ●    | ｜   | ●  |
| 마쿠하리혼고                                 | ●    | ｜   | ｜   | ｜ |
| 마쿠하리                                     | ●    | ｜   | ｜   | ｜ |
| 신케미가와                                   | ●    | ｜   | ｜   | ｜ |
| 이나게                                       | ●    | ●    | ｜   | ●  |
| 니시치바                                     | ●    | ｜   | ｜   | ｜ |
| 지바                                         | ●    | ●    | ●    | ●  |
| 범례 - 통쾌 = 통근쾌속 - HL = 홈 라이너 지바 |      |      |      |    |

### 특급
2009년 기준으로, 소부 쾌속선을 운행하는 정기특급열차는 아래와 같다. 상세한 것은 각 특급의 문서를 참조하라.
- 나리타 익스프레스
- 시오사이 호·아야메 호·신주쿠와카시오·신주쿠사자나미 호 (신주쿠와카시오와 신주쿠사자나미 호는 휴일 임시열차로 운행된다.)
- 아즈사 호

### 홈 라이너
평일 밤에 운행되는 홈 라이너로, 지바 방면으로 하루에 4편이 운행되며 그 중 3편이 도쿄역발이며, 나머지 1편은 주오 본선 신주쿠역에서 출발한다. 도쿄역과 아키하바라역에서 쓰다누마역까지는 도중 정차역이 없다.

### 통근쾌속
1994년 12월 3일부터 운전을 개시하여 보통 쾌속보다 정차역이 적다. 평일 출퇴근 시간대에만 운전되고 있다. 상행은 아침에 2편 (2편 모두 나리타역 시발 즈시역행), 하행은 저녁에 1편 (도쿄역 시발 나리타 역행)이 운전되고 있다. 쾌속 정차역 중 모노이·이나게·쓰다누마·이치카와·신코이와에는 정차하지 않는다. 상행 열차는 통근쾌속운전구간이 끝나는 긴시초 이서 구간에서는 쾌속과 같은 정차역으로 운행되며 요코스카 선을 운행할 때는 보통 행선으로 운행된다. 하행 열차는 선행 쾌속 지바 행을 이치카와역에서 추월한다.

### 쾌속
소부 쾌속선 운행 계통의 주축을 이루는 종별이다. 쾌속선 승강장이 존재하는 모든 역에 정차한다. 도쿄 ~ 지바 간을 기본적으로 운전하며 대부분이 도쿄에서 요코스카 선과 직결 운행하고 있다. 또 요코스카 선 ~ 도쿄 ~ 쓰다누마 간의 구간 열차도 존재한다. 운전 간격은 평일 출퇴근 시간대에 상행이 시간당 3~4편, 저녁 지바 방면이 시간당 10편이며 평상시에는 대체로 시간당 6편 (10분 간격)이다.
또, 지바 역에서 이하의 각 노선으로 직통 열차가 다수 설정되어 있다.
나리타선
- 사쿠라까지는 소부 본선을 경유하며 대부분 나리타 공항까지 운행한다. 나리타 공항행 열차는 보통 에어포트 나리타 호로 불려 시간당 1편 이상 (19왕복) 운행되고 있지만 정차역은 일반 쾌속과 동일하여 나리타 공항 시발 열차는 그저 쾌속으로 불린다. 역 구내의 안내 등은 나리타 공항역을 연결하는 것을 최우선적으로 안내한다. 러시아워에는 나리타역 시발의 열차도 다수 설정되어 있으며 이들은 통근 쾌속으로 분류되고, 아침 상행 1편에 한해 사와라역 시발 열차도 설정되어 있다. 사쿠라까지는 부속 4량 편성이 보통 열차로서 운행되며 사쿠라에서 11량 편성과 병결된다. 또 야간에 에어포트 나리타 중 1편은 부속 편성 4량이 가시마 선 가시마진구역까지 직통한다. 이외, 나리타 역에서 다수의 열차가 나리타선 아비코 지선 열차와 접속하며 나리타에서 가시마진구와 조시 간 쾌속과 접속하는 열차도 설정되어 있다. 연말 연시의 심야 운전 기간에는 나리타 산 신쇼지의 하쓰모우데에 참여하는 사람들을 위해 쓰다누마·지바·사쿠라 발착 일부 열차가 나리타 발착으로 변경되기도 하며, 가끔 나리타선 내에서 기미쓰 ~ 나리타 간의 임시 열차가 운행되기도 한다.

소부 본선
- 사쿠라까지는 상기한 나리타선 직통 열차와 함께 아침과 저녁에 회차하는 열차도 설정되어 있지만 사쿠라 이동 구간에의 직통은 아침에 상행 1편과 밤에 하행 1편, 총 1왕복만 존재한다. (모두 나루토 발착) 그 중 아침 상행은 사쿠라 ~ 나루토 간에도 쾌속 운전이 이루어져 11량 편성으로 운행되지만 하행 1왕복은 부속 4량 편성만 보통으로서 운행된다.

우치보선
- 나리타선 다음으로 직통 운전 열차가 많아 일부 시간대를 제외하고 시간당 1편 (하루 15왕복) 정도 존재한다. 2010년 3월 시간표 개정 이후 매시 2편으로 확대되었다. 모든 열차가 기미쓰역까지 직통 운전하고 있다. 특급은 대부분 게이요 선 경유이기 때문에 쾌속은 압도적으로 소부 쾌속선 직통이 많아 게이요 선 직통 쾌속은 아침과 저녁 시간대에만 존재한다. 예전에는 아네가사키역과 기사라즈역 발착 열차도 있었다.

소토보선
- 편수로는 우치보 선 다음으로 많아, 아침과 저녁을 중심으로 1~2시간 당 1편 (하루 9왕복)이다. 모든 열차가 가즈사이치노미야역까지 운전된다. 우치보 선처럼 게이요 선 직통보다 소부 쾌속선 직통 열차가 많다. 예전에는 가쓰우라역과 오하라역 발착 열차가 존재했었다. 가즈사이치노미야 종착 시에, 가쓰우라역 방면 보통 열차와 접속하는 열차도 있다.

가시마선
- 야간에 에어포트 나리타 중 1편의 부속 편성이 가시마진구역까지 직통한다. 사쿠라에서 11량 편성과 분리되어 사쿠라에서 부속 4량 편성으로 보통 열차로서 운행되고 있다. 상행 열차 설정은 없다. 예전에 아야메 호의 감편에 따른 대체로서 낮에 나리타 공항 발착 열차의 일부가 나리타에서 증해결을 행해 부속 편성이 가시마진구까지 운전하였지만 2004년 이후 폐지되었다.

## 사용 차량
이하에 표기하는 차량은 모두 전동차이다. 쾌속·통근쾌속에는 모두 그린차가 2량 연결된 15량 편성 또는 11량 편성으로 운행된다.
쾌속 계열
- 동일본 여객철도 E217계 전동차 (가마쿠라 차량 센터 소속)

요코스카 선과 공통 운용하고 있다. 구리하마 방면에서의 부속 편성 4량과 기본 편성 11량의 구성으로 기본 편성은 4호차와 5호차가 그린샤이다.
| 증1 | 증2 | 증3 | 증4 |

| 1 | 2 | 3 | 4 | 5 | 6 | 7 | 8 | 9 | 10 | 11 |

특급
- 동일본 여객철도 253계 전동차
- 동일본 여객철도 255계 전동차
- 동일본 여객철도 E257계 전동차
- 동일본 여객철도 E259계 전동차
- 동일본 여객철도 E235계 전동차

### 과거 차량
- 일본국유철도 113계 전동차 (쾌속)
- 일본국유철도 183계 전동차 (189계 포함, 특급)

## 역 목록
| 역 번호 | 역명       | 일어 역명 | 로마자 역명     | 통 쾌 | 홈 라 | 접속 노선 | 역간 거리 | 영업 거리 | 소재지     | 소재지     | 소재지     |
| ------- | ---------- | --------- | --------------- | ----- | ----- | --- | --------- | --------- | ---------- | ---------- | ---------- |
| JO 19   | 도쿄       | 東京      | Tōkyō           | ●     | ●     | 요코스카 선 (구리하마 방면 직결 운행), 도카이도 신칸센, 도호쿠 신칸센 도카이도 선 (JT 01), 우에노도쿄라인 (JU 01), 주오 쾌속선 (JC 01), 게이힌 도호쿠 선 (JK 26), 야마노테 선 (JY 01) 조반 쾌속선 (JU 01), 게이요 선 (JE 01), 도쿄 지하철 마루노우치 선 (M-17) 도쿄 지하철 도자이 선 (오테마치역, T-09), 도쿄 지하철 지요다 선 (니주바시마에 역, C-10) 도쿄 도 교통국 지하철 미타 선 (오테마치역, I-09) | 0.0       | 0.0       | 도 쿄 도   | 지요다구   | 지요다구   |
| JO 20   | 신니혼바시 | 新日本橋  | Shin-Nihonbashi | ●     | │     | 도쿄 지하철 긴자 선 (미쓰코시마에 역, G-12), 한조몬 선 (미쓰코시마에 역, Z-09) | 1.2       | 1.2       | 도 쿄 도   | 주오구     | 주오구     |
| JO 21   | 바쿠로초   | 馬喰町    | Bakurochō       | ●     | │     | 도쿄 도 교통국 지하철 아사쿠사 선 (히가시니혼바시 역, A-15) 도쿄 도 교통국 지하철 신주쿠 선 (바쿠로요코야마 역, S-09) | 1.1       | 2.3       | 도 쿄 도   | 주오구     | 주오구     |
| JO 22   | 긴시초     | 錦糸町    | Kinshichō       | ●     | │     | 주오·소부 완행선 (JB 22), 도쿄 지하철 한조몬 선 (Z-13) | 2.5       | 4.8       | 도 쿄 도   | 스미다구   | 스미다구   |
| JO 23   | 신코이와   | 新小岩    | Shin-Koiwa      | │     | │     | | 5.2       | 10.0      | 도 쿄 도   | 가쓰시카구 | 가쓰시카구 |
| JO 24   | 이치카와   | 市川      | Ichikawa        | │     | │     | 5.4 | 15.4      | 지 바 현  | 이치카와시 | 이치카와시 |            |
| JO 25   | 후나바시   | 船橋      | Funabashi       | ●     | ●     | 도부 철도 노다 선 (TD-35), 게이세이 전철 본선 (게이세이후나바시 역, KS 22) | 7.8       | 지 바 현  | 23.2       | 후나바시시 | 후나바시시 |
| JO 26   | 쓰다누마   | 津田沼    | Tsudanuma       | │     | ●     | 신케이세이 전철 신케이세이 선 (신쓰다누마 역, SL 23) | 3.5       | 지 바 현  | 26.7       | 나라시노시 | 나라시노시 |
| JO 27   | 이나게     | 稲毛      | Inage           | │     | ●     | | 9.2       | 지 바 현  | 35.9       | 지 바 시   | 이나게구   |
| JO 28   | 지바       | 千葉      | Chiba           | ●     | ●     | ■ 나리타선 (JO 28, 나리타 공항 방면 직결 운행), ■ 소부 본선 (JO 28), ■ 소토보선, 지바 도시 모노레일 1호선 (CM 03) 지바 도시 모노레일 2호선 (CM 03), 게이세이 전철 지바선 (게이세이지바 역, KS 59) | 3.3       | 지 바 현  | 39.2       | 지 바 시   | 주오구     |

- 통쾌 : 통근 쾌속 정차역
- 홈라 : 홈 라이너 정차역

## 같이 보기
- 소부 본선
- 주오·소부 완행선
- 요코스카 선
- 요코스카·소부쾌속선